# 库依乡
库依乡，是中华人民共和国四川省凉山彝族自治州昭觉县曾经下辖的一个乡。2021年1月12日，撤销库依乡，原库依乡依子村所属行政区域为城北镇的行政区域；原库依乡尔主村、各莫村、哈且村、拉洛村、甲古村、马觉村、伍布村、则觉村所属行政区域为比尔镇的行政区域。

## 行政区划
库依乡撤销前下辖以下地区：
坚普哪诺洛村、尔主瓦西村、洛洪甲古村、哈且村、则觉村、各莫井村、马觉村、以子甲古村和乌补洛村。